# Campeonato Mundial de Natação em Piscina Curta de 2014 - 4x100 m medley feminino
A prova dos 4x100 metros medley feminino do Campeonato Mundial de Natação em Piscina Curta de 2014 foi disputado em 7 de dezembro no Centro Aquático Aspire Sports Complex em Doha.

## Recordes
Antes desta competição, os recordes mundiais e do campeonato nesta prova eram os seguintes:
|    | Nacionalidade  | Tempo   | Local   | Data                   |
| -- | -------------- | ------- | ------- | ---------------------- |
| WR | Estados Unidos | 3:45.56 | Atlanta | 16 de dezembro 2011    |
| CR | China          | 3:48.29 | Dubai   | 17 de dezembro de 2010 |

## Medalhistas
| Ouro                                                                                | Prata                                                                       | Bronze                                                             |
| Dinamarca · Mie Nielsen · Rikke Møller Pedersen · Jeanette Ottesen · Pernille Blume | Austrália · Madison Wilson · Sally Hunter · Emily Seebohm · Bronte Campbell | Japão · Sayaka Akase · Kanako Watanabe · Rino Hosoda · Miki Uchida |

## Resultados

### Eliminatórias
As eliminatórias ocorreram dia 7 de dezembro.
| Colocação | Bateria | Raia | Nacionalidade    | Nome | Tempo   | Notas |
| --------- | ------- | ---- | ---------------- | --- | ------- | ----- |
| 1         | 1       | 5    | Dinamarca        | Mie Nielsen (57.38) Rikke Møller Pedersen (1:05.90) Jeanette Ottesen (56.91) Pernille Blume (52.71)                     | 3:52.90 | Q     |
| 2         | 1       | 4    | Japão            | Sayaka Akase (57.86) Satomi Suzuki (1:06.00) Rino Hosoda (57.22) Miki Uchida (52.06)                                    | 3:53.14 | Q     |
| 3         | 2       | 8    | Austrália        | Madi Wilson (57.85) Leiston Pickett (1:05.35) Brianna Throssell (57.95) Bronte Campbell (52.51)                         | 3:53.66 | Q     |
| 4         | 2       | 6    | Suécia           | Michelle Coleman (58.19) Jennie Johansson (1:04.78) Louise Hansson (57.63) Sarah Sjöström (53.10)                       | 3:53.70 | Q     |
| 5         | 2       | 2    | Itália           | Arianna Barbieri (58.64) Arianna Castiglioni (1:05.70) Elena di Liddo (56.75) Aglaia Pezzato (53.23)                    | 3:54.32 | Q     |
| 6         | 2       | 1    | Finlândia        | Mimosa Jallow (58.96) Jenna Laukkanen (1:05.06) Emilia Pikkarainen (58.83) Hanna-Maria Seppälä (52.80)                  | 3:55.65 | Q     |
| 7         | 1       | 8    | Alemanha         | Jenny Mensing (59.06) Vanessa Grimberg (1:05.86) Franziska Hentke (57.84) Annika Bruhn (52.93)                          | 3:55.69 | Q     |
| 8         | 1       | 1    | Rússia           | Daria Ustinova (58.17) Valentina Artemeva (1:05.98) Svetlana Chimrova (57.36) Elena Sokolova (54.26)                    | 3:55.77 | Q     |
| 9         | 2       | 5    | Estados Unidos   | Kathleen Baker (58.46) Caitlin Leverenz (1:06.45) Claire Donahue (57.72) Amanda Weir (53.76)                            | 3:56.39 |       |
| 10        | 1       | 3    | China            | Wang Xueer (59.23) He Yun (1:05.22) Zhang Yufei (58.40) Zhang Jiaqi (54.21)                                             | 3:57.06 |       |
| 11        | 2       | 3    | Chéquia          | Simona Baumrtová (57.51) Petra Choková (1:06.22) Lucie Svěcená (58.90) Anna Kolárová (54.48)                            | 3:57.11 |       |
| 12        | 1       | 0    | Turquia          | Ekaterina Avramova (59.20) Viktoria Güneş (1:04.84) Nida Eliz Üstündağ (1:00.73) İlknur Nihan Çakıcı (56.05)            | 4:00.82 |       |
| 13        | 1       | 2    | África do Sul    | Lehesta Kemp (1:01.46) Tatjana Schoenmaker (1:09.75) Rene Warnes (1:03.75) Trudi Maree (55.56)                          | 4:10.52 |       |
| 14        | 2       | 7    | Namíbia          | Zanre Oberholzer (1:01.78) Daniela Lindemeier (1:12.96) Sonja Adelaar (1:05.10) Antonia Roth (1:00.97)                  | 4:20.81 |       |
| 15        | 2       | 9    | Índia            | Aditi Dhumatkar (1:06.45) Anusha Sanjeev Mehta (1:25.79) Malavika Vishwanath (1:10.56) Thalasha Satish Prabhu (1:00.60) | 4:43.40 |       |
| —         | 1       | 6    | Seicheles        | |         | DNS   |
| —         | 1       | 7    | Brasil           | |         | DNS   |
| —         | 2       | 0    | Papua-Nova Guiné | |         | DNS   |
| —         | 2       | 4    | Reino Unido      | |         | DNS   |

### Final
A final teve sua disputa realizada em 7 de dezembro.
| Colocação         | Raia | Nacionalidade | Nome                                                                                                   | Tempo   | Notas |
| ----------------- | ---- | ------------- | --- | ------- | ----- |
| Medalha de ouro   | 4    | Dinamarca     | Mie Nielsen (56.86) Rikke Møller Pedersen (1:04.62) Jeanette Ottesen (54.99) Pernille Blume (52.39)    | 3:48.86 | ER    |
| Medalha de prata  | 3    | Austrália     | Madi Wilson (57.31) Sally Hunter (1:04.34) Emily Seebohm (57.26) Bronte Campbell (51.40)               | 3:50.31 |       |
| Medalha de bronze | 5    | Japão         | Sayaka Akase (57.11) Kanako Watanabe (1:05.32) Rino Hosoda (56.89) Miki Uchida (51.18)                 | 3:50.50 |       |
| 4                 | 6    | Suécia        | Michelle Coleman (57.24) Jennie Johansson (1:05.07) Sarah Sjöström (56.88) Louise Hansson (52.45)      | 3:51.64 |       |
| 5                 | 8    | Rússia        | Daria Ustinova (58.16) Mariia Astashkina (1:05.74) Svetlana Chimrova (57.70) Veronika Popova (52.08)   | 3:53.68 |       |
| 6                 | 7    | Finlândia     | Mimosa Jallow (58.64) Jenna Laukkanen (1:04.78) Emilia Pikkarainen (58.47) Hanna-Maria Seppälä (52.92) | 3:54.81 |       |
| 7                 | 2    | Itália        | Arianna Barbieri (58.88) Arianna Castiglioni (1:05.60) Ilaria Bianchi (57.65) Erika Ferraioli (53.02)  | 3:55.15 |       |
| 8                 | 1    | Alemanha      | Jenny Mensing (58.93) Vanessa Grimberg (1:05.79) Franziska Hentke (57.85) Annika Bruhn (52.72)         | 3:55.29 |       |

Legenda
| Recorde mundial       | Recorde mundial (World record)               |                       | Recorde africano                      | Recorde africano (African) |                                           | Q | Classificado por posição (Qualified) |
| Recorde do campeonato | Recorde do campeonato (Championship record)  | Recorde da América    | Recorde da América (Americas)         | q                          | Classificado por melhor tempo (Qualified) |   |                                      |
| Melhor marca do ano   | Melhor marca do ano (World leading)          | Recorde asiático      | Recorde asiático (Asian)              | DNS                        | Não largou (Did not start)                |   |                                      |
| Recorde nacional      | Recorde nacional (National record)           | Recorde europeu       | Recorde europeu (European)            | DNF                        | Não terminou (Did not finish)             |   |                                      |
| Recorde pessoal       | Recorde pessoal do atleta (Personal best)    | Recorde da Oceania    | Recorde da Oceania (Oceania)          | DSQ / DQ                   | Desclassificado (Disqualified)            |   |                                      |
| Recorde da temporada  | Recorde da temporada do atleta (Season best) | Recorde sul-americano | Recorde sul-americano (South America) | NM                         | Sem marca (No mark)                       |   |                                      |